# Hate (álbum de Thy Art Is Murder)
Hate es el segundo álbum de estudio de la banda australiana de deathcore Thy Art Is Murder. Fue publicado el 19 de octubre de 2012

## Lista de canciones
Todas las canciones escritas y compuestas por Thy Art Is Murder.

| N.º   | Título                                 | Duración |  |
| 1.    | «Reign of Darkness»                    | 3:35     |  |
| 2.    | «The Purest Strain of Hate»            | 3:25     |  |
| 3.    | «Vile Creations»                       | 3:32     |  |
| 4.    | «Shadow of Eternal Sin»                | 3:52     |  |
| 5.    | «Immolation»                           | 3:22     |  |
| 6.    | «Infinite Forms»                       | 4:32     |  |
| 7.    | «Dead Sun (feat. Nico Webers)»         | 3:40     |  |
| 8.    | «Gates of Misery»                      | 2:55     |  |
| 9.    | «Defective Breed»                      | 3:40     |  |
| 10.   | «Doomed From Birth (feat. Joel Birch)» | 4:24     |  |
| 36:53 |                                        |          |  |

## Créditos
| Músicos - Chris "CJ" McMahon – voz - Andy Marsh – guitarra - Tom Brown – guitarra - Sean Delander – bajo - Lee Stanton – batería | Músicos invitados - Nico Webers – voz (War from a Harlots Mouth) - Joel Birch – voz (The Amity Affliction) Producción - Thy Art Is Murder – producción - Will Putney – producción, ingeniería, mezcla, masterización (Fit for an Autopsy) Diseño e ilustraciones - Brent Elliott White – diseño artístico |

## Posicionamiento
| Listas                                      | Posición |
| ------------------------------------------- | -------- |
| ARIA Charts                                 | 35       |
| Top Heatseekers Álbumes EE. UU. (Billboard) | 31       |